# Imst
Imst je město v rakouské spolkové zemi Tyrolsko. Město leží na řece Inn v západním Tyrolsku, přibližně 50 km západně od Innsbrucku a v nadmořské výšce 828 metrů nad mořem. V obci žije přibližně 11 tisíc obyvatel. Imst je administrativním centrem okresu Imst.
V roce 1949 byla v Imstu založena první SOS vesnička na světě.

## Poloha
Leží v Oberinntalu, na okraji Lechtalských Alp. Nejvyšší horou oblasti je Muttekopf s 2774 m n. m.

Imst sousedí s: Stanzach, Pfafflar, Häselgehr, Namlos, Tarrenz, Gramais, Zams, Schönwies, Mils bei Imst, Imsterberg, Karrösten a Arzl im Pitztal.

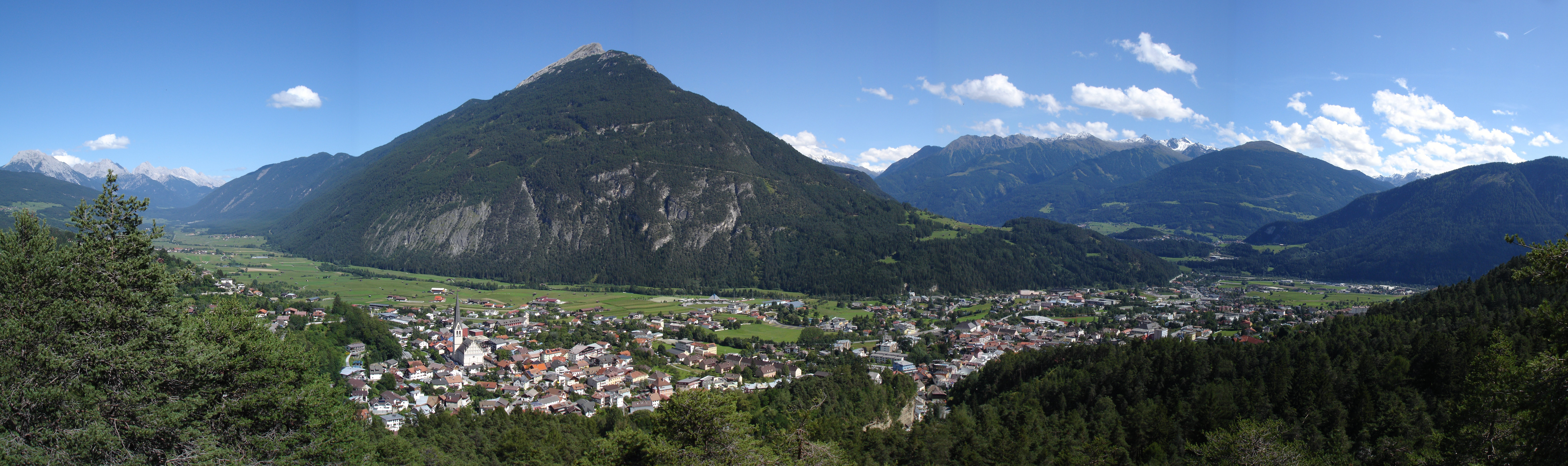
Pohled na Imst

## Historie
Nejstarší stopy osídlení v okolí Imstu pocházejí z doby bronzové.
První písemná zmínka je z roku 763, kde je Imst poprvé zmíněn jako "in opido Humiste" - součást základního vybavení klášterního kostela svatého Petra, postaveného ve Scharnitzu diecézí Freising. Název údajně pochází z rané podoby latinského humidus (vlhký), která byla spojena se slovotvorným morfémem -iste. Název lze přeložit jako mokré pole, vlhká půda. Geneze toponyma: 1120 jako "Uemeste", 1143 jako "Umiste", 1278 jako "Umeste", 1296 jako "Ümst". V pozdním středověku nakonec převládla výslovnost Imst.
V roce 1266 získal Meinhard II. Tyrolský oblast z bavorského vlastnictví a v roce 1282 udělil Imstu tržní práva. V roce 1822 došlo k velkému požáru. V roce 1898 získal Imst městská práva.
Imst sehrál významnou roli v éře národního socialismu, když jako první tyrolská obec udělil Adolfu Hitlerovi čestné občanství již v roce 1933, což bylo přehodnoceno až v 90. letech 20. století. Ještě nedávno vzbudila rozruch a diskusi ulice pojmenovaná po "největším nacistickém básníkovi v Tyrolsku" Jakobu Koppovi, kterou se nepodařilo přejmenovat.
Hermann Gmeiner, konfrontovaný s bídou válečných sirotků a dětí bez domova po druhé světové válce, založil v roce 1949 sdružení SOS dětské vesničky. S přáteli postavil první dětskou vesnici na světě v Imstu, která byla otevřena 15. dubna 1951 po dvouletém stavebním období.

## Sport
Imst je častým dějištěm mezinárodních závodů ve sportovním lezení, např. mistrovství Evropy v roce 2010 nebo mistrovství Evropy juniorů v roce 2013.
Na začátku července je Imst cílovým místem běžeckého závodu Gletschermarathon Pitztal - Imst, v rámci maratonu se běží i půlmaraton a Run fun běh na 11 km, které se startují ve Wennsu.

## Významní obyvatelé
- Alfons Gorbach (1898-1972), politik (ÖVP), spolkový kancléř Rakouska od roku 1961 do roku 1964